# Cua de ventall de Cockerell
El cua de ventall de Cockerell (Rhipidura cockerelli) és una espècie d'ocell de la família dels ripidúrids (Rhipiduridae) que habita els boscos de les illes Salomó.

## Taxonomia
Segons alguns autors es tracta en realitat de dues espècies:
- Rhipidura cockerelli (sensu stricto) - cua de ventall de Cockerell.
- Rhipidura coultasi Mayr, 1931 - cua de ventall de Coultas. Illa de Malaita, a les Solomó sud-orientals.